# Brainea insignis
Brainea insignis là một loài thực vật có mạch trong họ Blechnaceae. Loài này được (Hook.) J. Sm. mô tả khoa học đầu tiên năm 1856.